# Lophocampa atrimaculata
Lophocampa atrimaculata là một loài bướm đêm thuộc phân họ Arctiinae, họ Erebidae.